# Primaten
Die Primaten (Primates) oder Herrentiere sind eine zu der Überordnung der Euarchontoglires gehörige Ordnung innerhalb der Unterklasse der Höheren Säugetiere. Ihre Erforschung ist Gegenstand der Primatologie. Der Ausdruck „Affen“ wird bisweilen für diese Ordnung verwendet, ist aber missverständlich, da Affen nur eine Untergruppe darstellen. Primaten werden in die beiden Unterordnungen der Feuchtnasenprimaten (Strepsirrhini) und Trockennasenprimaten (Haplorrhini) eingeteilt, wobei letztere auch die Menschenaffen (Hominidae) inklusive des Menschen (Homo sapiens) mit einschließen. Die Bezeichnung stammt aus lateinisch prīmās (Genitiv prīmātis, ‚Erster, Vornehmster; Rangältester; Edler‘, vgl. Primas; abgeleitet von prīmus ‚erster‘) und bezieht sich auf den Menschen als „Krone der Schöpfung“.

## Verbreitung

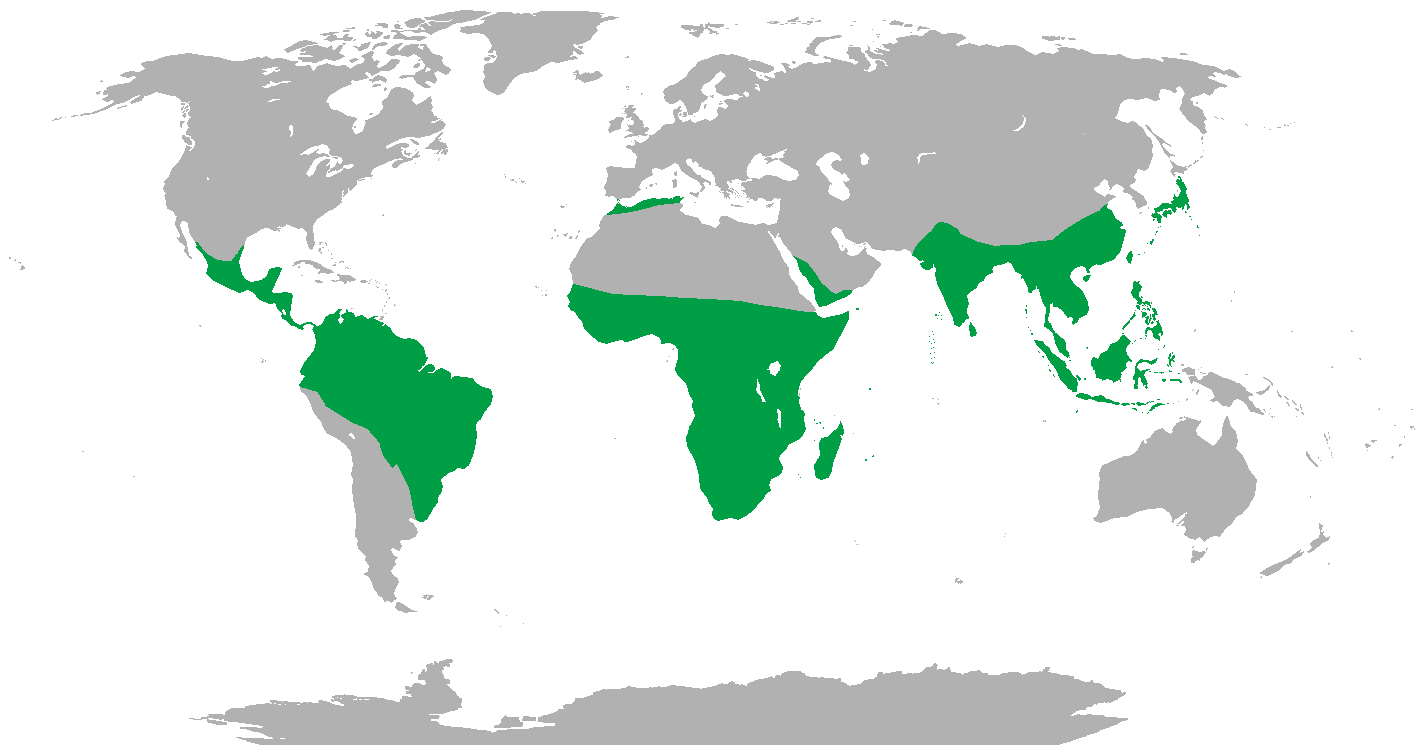
Die Verbreitung nichtmenschlicher Primaten

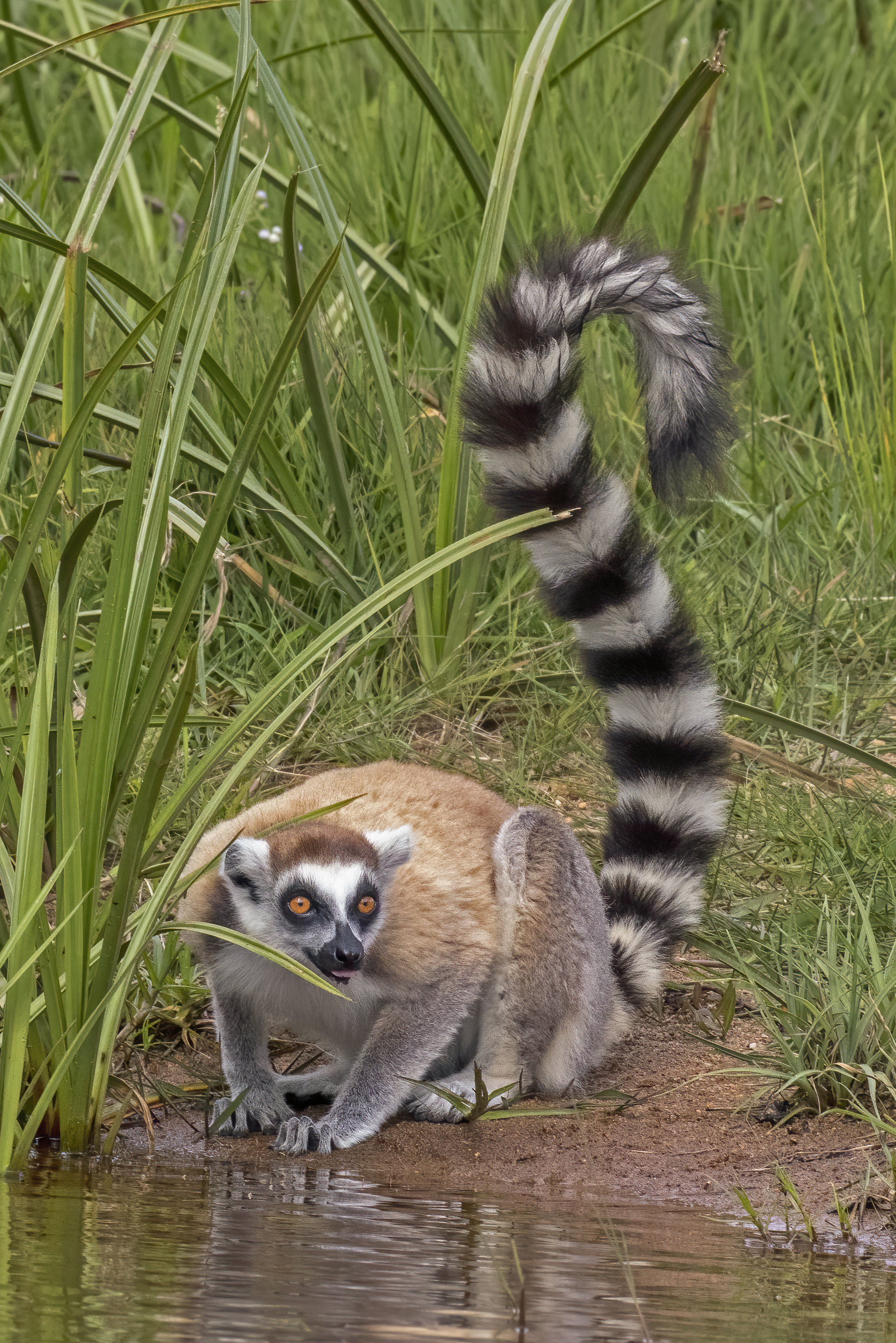
Lemuren wie dieser Katta kommen nur auf Madagaskar vor

Mit Ausnahme des Menschen, der eine weltweite Verbreitung erreicht hat, sind die Verbreitungsgebiete anderer Primaten größtenteils auf die Tropen und Subtropen Amerikas, Afrikas und Asiens beschränkt. Auf dem amerikanischen Doppelkontinent reicht ihr heutiges Verbreitungsgebiet vom südlichen Mexiko bis ins nördliche Argentinien. Die Arten auf den Karibischen Inseln, die Antillenaffen (Xenotrichini), sind ausgestorben; heute gibt es dort nur vom Menschen eingeschleppte Tiere. In Afrika sind sie weit verbreitet, die größte Artendichte erreichen sie in den Regionen südlich der Sahara. Auf der Insel Madagaskar hat sich eine eigene Primatenfauna (ausschließlich Feuchtnasenprimaten) entwickelt, die Lemuren. In Asien umfassen die Verbreitungsgebiete der Primaten die Arabische Halbinsel (der dort lebende Mantelpavian wurde jedoch möglicherweise vom Menschen eingeschleppt), den indischen Subkontinent, die Volksrepublik China, Japan und Südostasien. Die östliche Grenze ihres Vorkommens bilden die Inseln Sulawesi und Timor. In Europa kommt frei lebend eine einzige Art vor, der Berberaffe in Gibraltar, doch ist auch diese Population wahrscheinlich vom Menschen eingeführt.
Nicht-menschliche Primaten fehlen im mittleren und nördlichen Nordamerika, dem größten Teil Europas, den nördlichen und zentralen Teilen Asiens, dem australisch-ozeanischen Raum sowie auf abgelegenen Inseln und in den Polarregionen.
Anders als andere Säugetiergruppen sind Primaten nicht im großen Ausmaß vom Menschen in anderen Regionen sesshaft gemacht worden, außer den bereits erwähnten Mantelpavianen auf der Arabischen Halbinsel und den Berberaffen in Gibraltar betrifft das nur kleine Gruppen, beispielsweise eine Population der Grünen Meerkatze, die von afrikanischen Sklaven auf die Karibikinsel Saint Kitts mitgebracht wurde, oder eine Gruppe Rhesusaffen in Florida.

## Merkmale

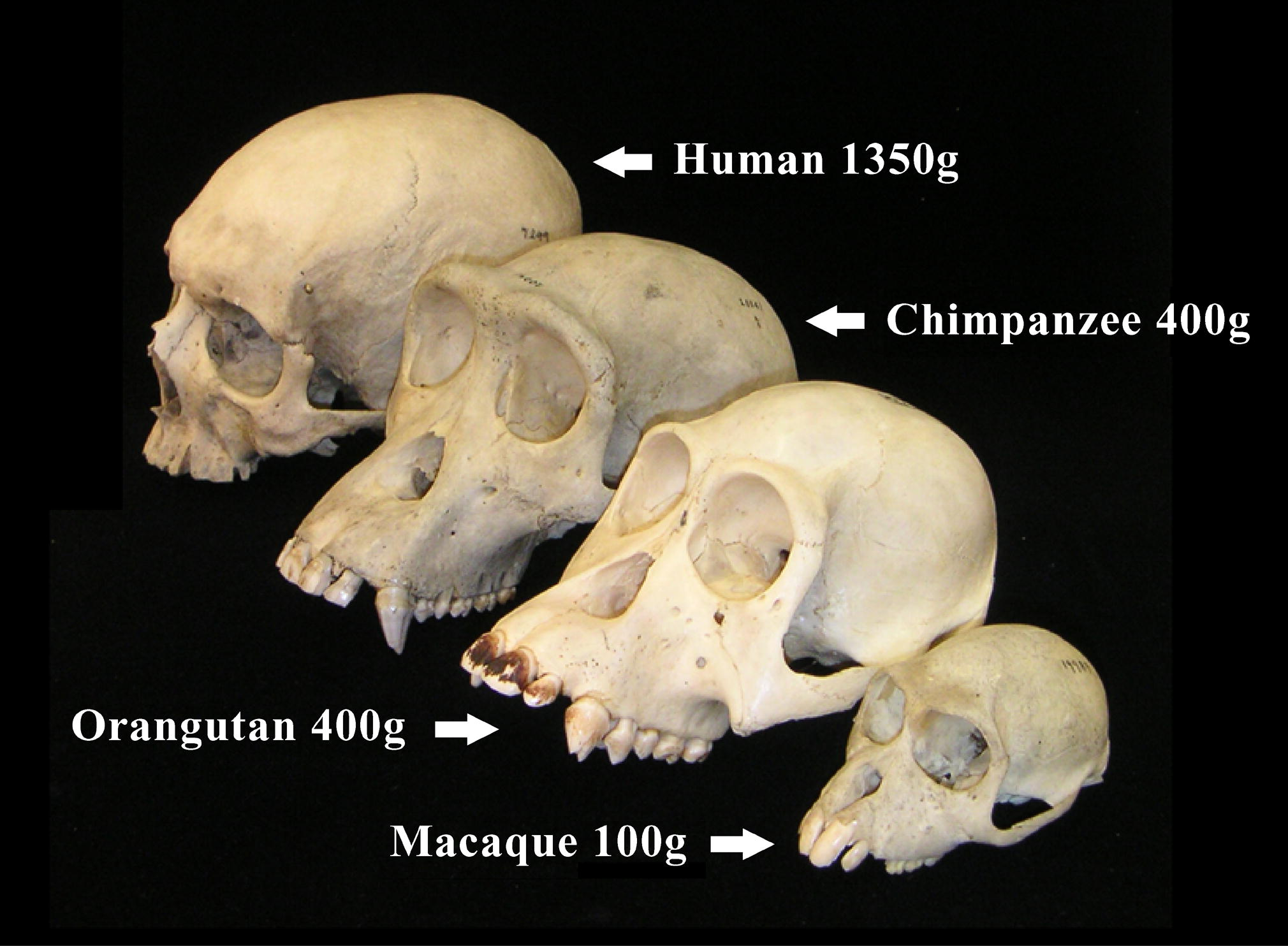
Vergleichende Anatomie: Schädel von Mensch, Schimpanse, Orang-Utan und eines Makaken mit Angabe des durchschnittlichen Hirngewichts

Obwohl die Primaten eine relativ klar definierte Säugetierordnung sind, gibt es relativ wenig Merkmale, die bei allen Tieren dieser Ordnung und sonst bei keinem anderen Säugetier zu finden sind. Dennoch lassen sich laut dem Biologen Robert Martin neun Merkmale der Primatenordnung festhalten:
1. Der große Zeh ist opponierbar (Ausnahme: Mensch) und die Hände sind zum Greifen geeignet.
2. Die Nägel an den Händen und Füßen der meisten Arten sind flach (keine Krallen). Zudem haben Primaten Fingerabdrücke.
3. Die Fortbewegung ist von den Hinterbeinen dominiert, der Schwerpunkt liegt näher an den hinteren Gliedmaßen.
4. Die olfaktorische Wahrnehmung ist unspezialisiert und bei tagaktiven Primaten reduziert.
5. Die visuelle Wahrnehmung ist hochentwickelt. Die Augen sind groß und nach vorn gerichtet (Stereoskopie).
6. Die Weibchen haben geringe Wurfgrößen. Schwangerschaft und Abstillen dauern länger als bei anderen Säugetieren vergleichbarer Größe.
7. Die Gehirne sind verhältnismäßig größer als bei anderen Säugetieren und weisen einige einzigartige anatomische Merkmale auf.
8. Die Backenzähne sind relativ unspezialisiert und es gibt maximal drei; sowie maximal zwei Schneidezähne, einen Eckzahn und drei Prämolaren.
9. Es gibt weitere (für Systematiker nützliche) subtile anatomische Besonderheiten, die sich jedoch nur schwer funktionell einordnen lassen.

### Körpergröße
Die kleinste Primatenart ist der Berthe-Mausmaki mit weniger als 10 Zentimetern Kopfrumpflänge und maximal 38 g Gewicht. Am größten sind die bis zu 275 kg schweren Gorillas. Generell sind Feuchtnasenprimaten mit einem Durchschnittsgewicht um 500 g kleiner als die Trockennasenprimaten mit einem Durchschnittsgewicht von 5 kg. Dies gründet auch auf den unterschiedlichen Aktivitätszeiten (siehe unten). Einige Arten haben einen ausgeprägten Geschlechtsdimorphismus, wobei die Männchen mancher Arten doppelt so schwer wie die Weibchen sein können und sich auch in der Fellfarbe unterscheiden können (zum Beispiel beim Mantelpavian).

### Behaarung
Der Körper der meisten Primaten ist mit Fell bedeckt, dessen Färbung von weiß über grau bis zu braun und schwarz variieren kann. Die Handflächen und Fußsohlen sind meistens unbehaart, bei manchen Arten auch das Gesicht oder der ganze Kopf (zum Beispiel Uakaris). Am wenigsten behaart ist der Mensch.

### Gesicht
Die größten Augen aller Primaten haben die Koboldmakis. Bei den größtenteils nachtaktiven Feuchtnasenprimaten ist zusätzlich eine lichtreflektierende Schicht hinter der Netzhaut vorhanden, das Tapetum lucidum.
Namensgebender Unterschied der beiden Unterordnungen ist der Nasenspiegel (Rhinarium), der bei den Feuchtnasenprimaten feucht und drüsenreich ist und sich in einem gut entwickelten Geruchssinn widerspiegelt. Die Trockennasenprimaten hingegen besitzen einfache, trockene Nüstern und ihr Geruchssinn ist weit weniger gut entwickelt.

### Zähne
Die ältesten gefundenen fossilen Primaten besaßen eine Zahnformel von 2-1-4-3, das bedeutet pro Kieferhälfte zwei Schneidezähne, einen Eckzahn, vier Prämolaren und drei Molaren, insgesamt also 40 Zähne. Die maximale Zahnformel der rezenten Primaten lautet jedoch 2-1-3-3, die beispielsweise bei den Gewöhnlichen Makis und Kapuzinerartigen auftritt. Manche Gattungen haben ernährungsbedingt weitere Zähne eingebüßt, so besitzen die Wieselmakis keine Schneidezähne im Oberkiefer. Die wenigsten Zähne aller lebenden Arten hat mit 18 das Fingertier, das keine Eckzähne und nur mehr einen Schneidezahn pro Kieferhälfte besitzt. Die Altweltaffen, einschließlich des Menschen, haben die Zahnformel 2-1-2-3, also 32 Zähne.
Die Form insbesondere der Backenzähne gibt Aufschluss über die Ernährung. Vorwiegend fruchtfressende Arten haben abgerundete, insektenfressende Arten haben auffallend spitze Molaren. Bei Blätterfressern haben die Backenzähne scharfe Kanten, die zur Zerkleinerung der harten Blätter dienen.

### Gliedmaßen

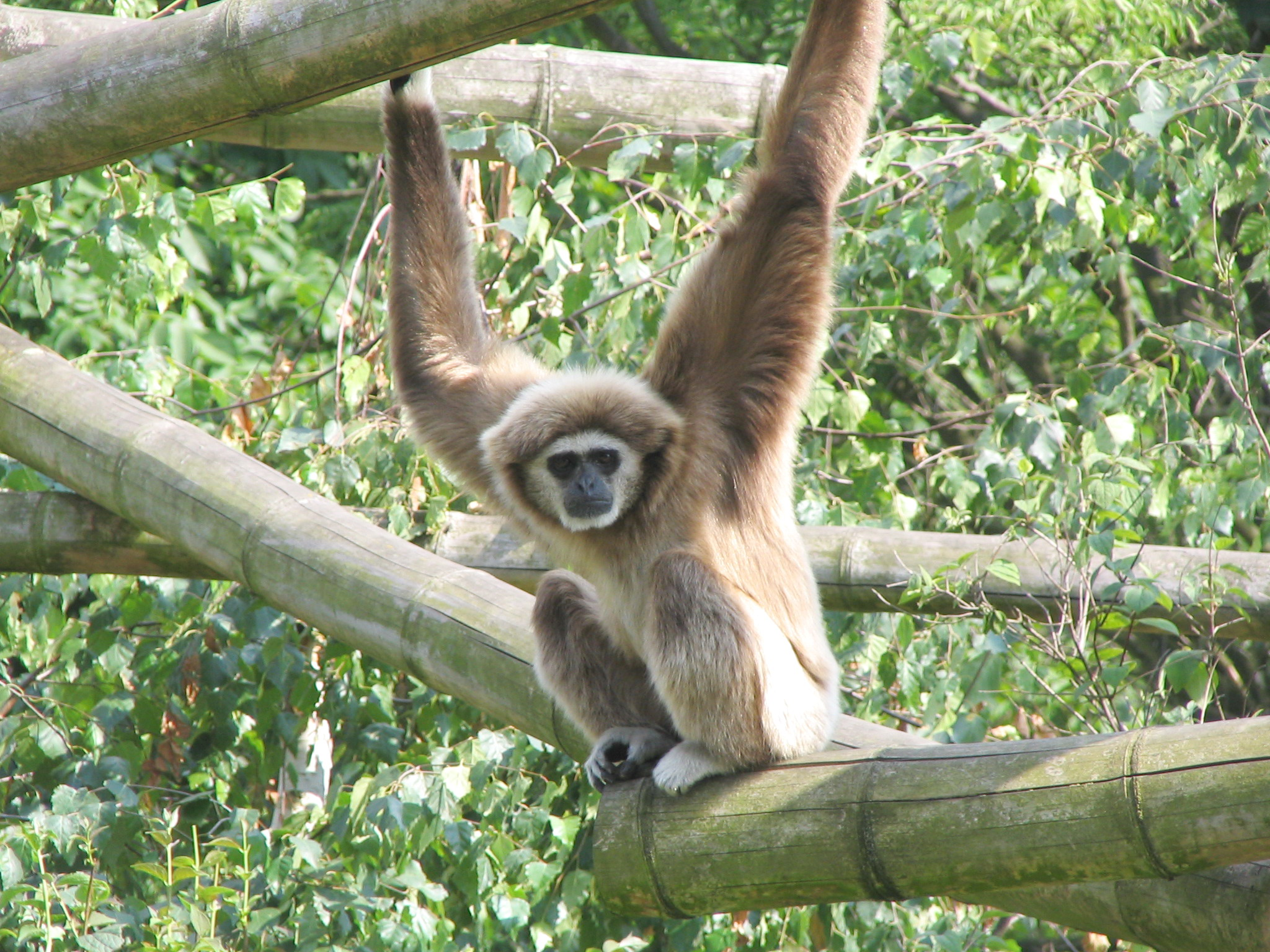
Gibbons haben die längsten Arme aller Primaten

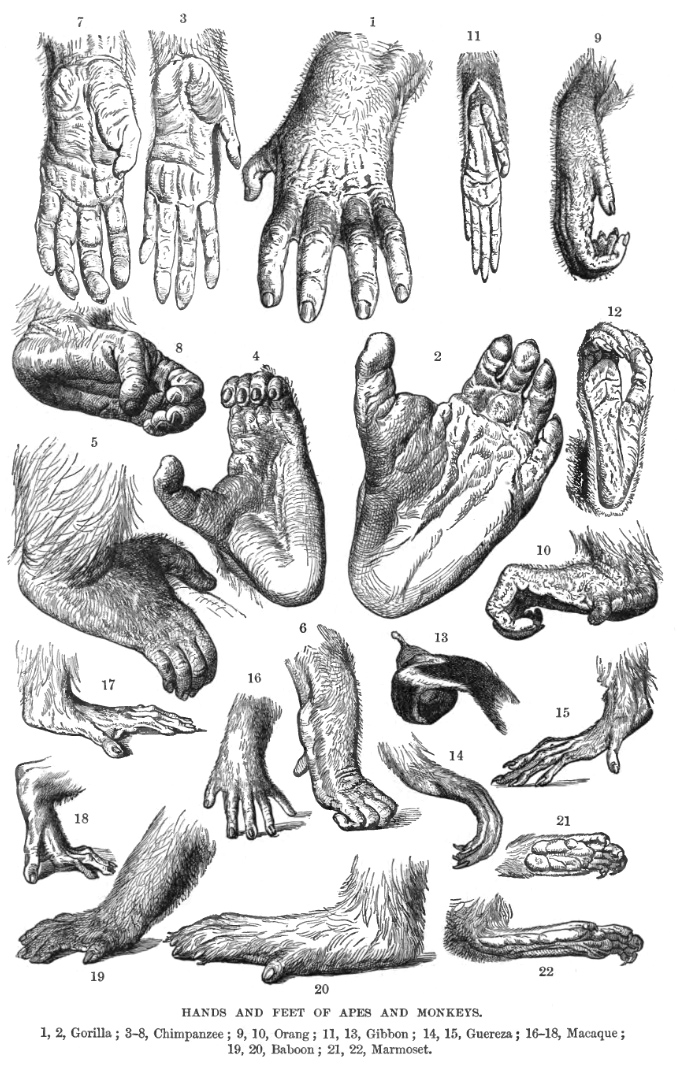
Die sehr unterschiedlichen Füße verschiedener Primaten

Da die meisten Primatenarten Baumbewohner sind, sind ihre Gliedmaßen an die Lebensweise angepasst. Die Hinterbeine sind fast immer länger und stärker als die Vorderbeine (Ausnahmen sind die Gibbons und die nicht-menschlichen Menschenaffen) und tragen den größeren Anteil der Bewegung. Besonders ausgeprägt ist das bei den springenden Primaten und beim Menschen. Bei Arten, die sich hangelnd durch die Äste bewegen, ist der Daumen zurückgebildet (beispielsweise bei den Klammeraffen und Stummelaffen). Feuchtnasenprimaten haben an der zweiten Zehe eine Putz- oder Toilettenkralle, die der Fellpflege dient. Die Unterseite der Hände und Füße ist unbehaart und mit sensiblen Tastfeldern versehen.

### Schwanz
Für viele baumbewohnende Säugetiere ist ein langer Schwanz ein wichtiges Gleichgewichts- und Balanceorgan, so auch bei den meisten Primaten. Jedoch kann der Schwanz rückgebildet sein oder ganz fehlen. Mit Ausnahme der Menschenartigen, die generell schwanzlos sind, ist die Schwanzlänge kein Verwandtschaftsmerkmal, da Stummelschwänze bei zahlreichen Arten unabhängig von der Entwicklung vorkommen. Sogar innerhalb einer Gattung, der Makaken, gibt es schwanzlose Arten (zum Beispiel der Berberaffe) und Arten, deren Schwanz länger als der Körper ist (zum Beispiel der Javaneraffe). Einen Greifschwanz haben nur einige Gattungen der Neuweltaffen ausgebildet (die Klammerschwanzaffen und die Brüllaffen). Dieser ist an der Unterseite unbehaart und mit sensiblen Nervenzellen ausgestattet.

## Lebensweise

### Lebensraum
Man vermutet, dass sich die Primaten aus baumbewohnenden Tieren entwickelt haben und noch heute sind viele Arten reine Baumbewohner, die kaum jemals auf den Boden kommen. Andere Arten sind zum Teil terrestrisch (auf dem Boden lebend), dazu zählen beispielsweise Paviane und Husarenaffen. Nur wenige Arten sind reine Bodenbewohner, darunter der Dschelada und der Mensch. Primaten finden sich in den verschiedensten Waldformen, darunter tropische Regenwälder, Mangrovenwälder, aber auch Gebirgswälder bis über 3000 m Höhe. Obwohl man diesen Tieren generell nachsagt, wasserscheu zu sein, finden sich Arten, die gut und gerne schwimmen, darunter der Nasenaffe oder die Sumpfmeerkatze, die sogar kleine Schwimmhäute zwischen den Fingern entwickelt hat. Für einige hemerophile Arten (Kulturfolger) sind auch Städte und Dörfer Heimat geworden, zum Beispiel den Rhesusaffen und den Hanuman-Langur.

### Aktivitätszeiten
Vereinfacht gesagt sind Feuchtnasenprimaten meist nachtaktiv (Ausnahmen: Indri, Sifakas und Varis), während Trockennasenprimaten meist tagaktiv sind (Ausnahmen: Koboldmakis und Nachtaffen). Die unterschiedlichen Aktivitätszeiten haben sich auch im Körperbau niedergeschlagen, so sind in beiden Untergruppen nachtaktive Tiere durchschnittlich kleiner als tagaktive. Eine weitere Anpassung an die Nachtaktivität stellt der bessere Geruchssinn der Feuchtnasenprimaten dar. Vergleichbar mit anderen Säugetieren ist die Tatsache, dass Arten, die sich vorwiegend von Blättern ernähren, längere Ruhezeiten einlegen, um den niedrigen Nährwert ihrer Nahrung zu kompensieren.

### Fortbewegung

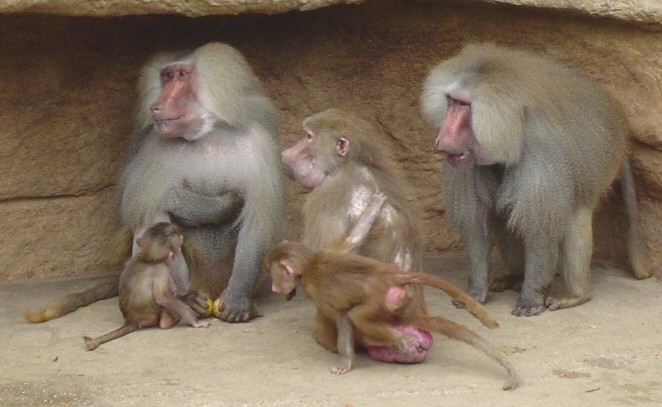
Mantelpaviane sind typische Vertreter des vierbeinigen Gehens am Boden

Primaten verwenden unterschiedliche Arten der Fortbewegung, die sich in verschiedenen Anpassungen im Körperbau widerspiegeln und auch vom Lebensraum abhängig sind. Es lassen sich folgende Formen unterscheiden:
- Klettern und Springen: Hierfür werden vorwiegend die senkrechten Stämme genutzt. Springfähige Primaten haben besonders starke hintere Gliedmaßen.
- Langsames Klettern: Diese Form ist insbesondere für Loris typisch, die behäbig durch die Äste klettern und sich mit festem Klammergriff halten.
- Schwinghangeln: Bei dieser Methode wird der Körper mit Hilfe kräftiger Arme durch das Geäst geschwungen. Schwinghangeln lässt sich beispielsweise bei Spinnenaffen und Orang-Utans beobachten, perfektioniert bei Gibbons (Brachiation).
- Vierbeiniges Gehen in den Bäumen: Bei dieser Form der Fortbewegung werden vorwiegend waagrechte Äste benutzt.
- Vierbeiniges Gehen am Boden: Während Paviane Zehen und Finger plantar bzw. palmar am Boden aufsetzen, stützen sich Gorillas und Schimpansen auf die Rückseite der zweiten Fingerglieder (sogenannter Knöchelgang).
- Bipedie: Den zweibeinigen, aufrechten Gang auf dem Boden praktizieren mehrere Primatenarten zeitweise, in Reinform kommt diese Methode nur beim Menschen und dessen Vorfahren (Hominini) vor.

### Sozialverhalten
Primaten haben in den meisten Fällen ein komplexes Sozialverhalten entwickelt. Reine Einzelgänger sind selten, auch bei Arten, die vorwiegend einzeln leben (zum Beispiel der Orang-Utan), überlappen sich die Reviere von Männchen und Weibchen, und bei der Fortpflanzung werden Tiere aus solchen überlappenden Territorien bevorzugt. Andere Arten leben in langjährigen monogamen Beziehungen (zum Beispiel Indriartige oder Gibbons). Vielfach leben Primaten jedoch in Gruppen. Diese können entweder Harems- oder Einzelmännchengruppen sein, wo ein Männchen zahlreiche Weibchen um sich schart, oder gemischte Gruppen, in denen mehrere geschlechtsreife Männchen und Weibchen zusammenleben. In Gruppen etabliert sich meist eine Rangordnung, die durch Alter, Verwandtschaft, Kämpfe und andere Faktoren bestimmt ist. Vermutlich im Zusammenhang mit dem zunehmenden Gehirnvolumen ist die elterliche Fürsorge relativ hoch entwickelt.
Auch die Kommunikation und Interaktion spielt eine bedeutende Rolle. Etliche Arten haben eine Vielzahl von Lauten, die zur Markierung des Territoriums, zur Suche nach Gruppenmitgliedern, zur Drohung oder zur Warnung vor Fressfeinden dienen kann. Besonders bekannt sind die Urwaldkonzerte der Brüllaffen und die Duettgesänge der Gibbonpärchen. Der Mensch ist der einzige, der wirklich ein hochkomplexes Lautsystem (Sprache) benutzt. Auch Körperhaltungen und Grimassen können eine Kommunikationsform darstellen, eine weitere wichtige Form der Interaktion ist die gegenseitige Fellpflege. Bei den Feuchtnasenprimaten spielt der Geruchssinn eine bedeutendere Rolle, oft wird das Revier mit Duftdrüsen oder Urin markiert.
Mit der Soziologie der Primaten befasste sich im 20. Jahrhundert insbesondere der deutsche Psychiater Detlev Ploog.

### Ernährung

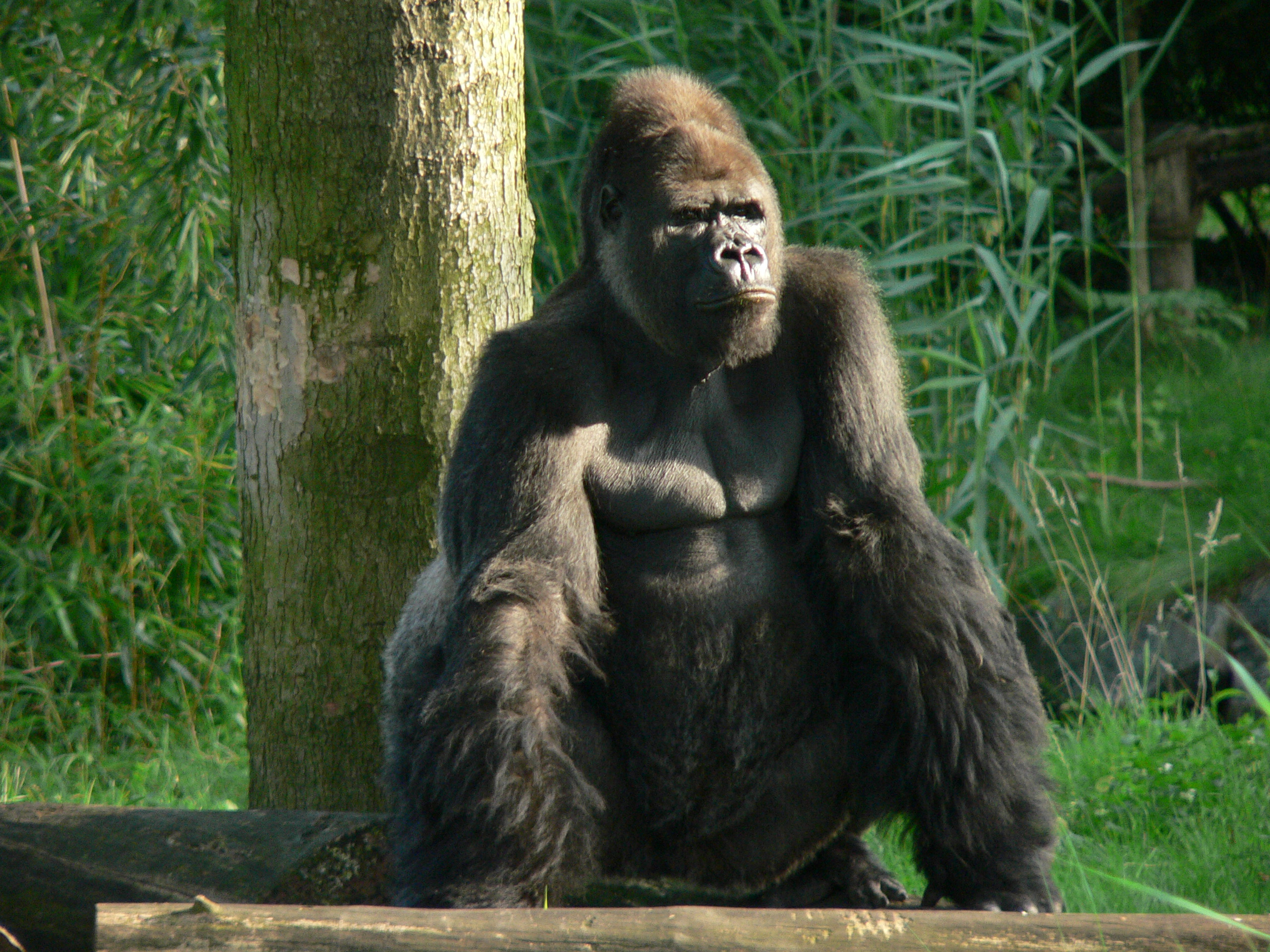
Größere Primatenarten tendieren dazu, auf Blatternährung spezialisiert zu sein

Unter den Primaten besteht eine erhebliche Variabilität in der Ernährungsweise. Folgende Verallgemeinerungen lassen sich dennoch treffen:
1. Alle Primaten greifen auf mindestens ein Nahrungsmittel mit hohem Proteingehalt und auf mindestens ein Nahrungsmittel mit hohem Kohlenhydratgehalt zurück. Insekten bzw. Pflanzengummi und Früchte sind die Hauptprotein- bzw. Kohlenhydratquelle von Halbaffen. Insekten und junge Blätter bzw. Früchte sind meist die Hauptprotein- bzw. Kohlenhydratquelle der Affen und Menschenartigen.
2. Die meisten Primaten ernähren sich stärker von bestimmten Nahrungsmitteln als von anderen. Wissenschaftler verwenden die Begriffe Frugivoren, Folivoren, Insektivoren und Gummivoren, um Arten zu bezeichnen, die sich vorrangig von Früchten, Blättern, Insekten bzw. Pflanzengummi ernähren.
3. Insektivoren sind meist kleiner als Frugivoren, und Frugivoren sind kleiner als Folivoren. Dies liegt daran, dass kleinere Tiere relativ mehr Energie benötigen als größere. Sie brauchen schnell verfügbare, qualitativ hochwertige Nahrung, während größere Tiere nicht so eingeschränkt sind, da sie es sich erlauben können, qualitativ minderwertige Nahrung langsamer aufzunehmen.

Vermutlich waren die Vorfahren der Primaten Insektenfresser; die Mehrzahl der Arten ist heute jedoch vorrangig Pflanzenfresser. Früchte stellen für viele Arten den Hauptbestandteil der Nahrung dar; ergänzt werden sie durch Blätter, Blüten, Knollen, Pilze, Samen, Nüsse, Baumsäfte und andere Pflanzenteile. Viele Arten sind jedoch Allesfresser, die neben pflanzlicher auch tierische Nahrung zu sich nehmen, insbesondere Insekten, Spinnen, Vogeleier und kleine Wirbeltiere. Zu den Gattungen, die gelegentlich Jagd auf größere Säugetiere (Hasen, kleine Primaten, junge Paarhufer) machen, gehören Paviane und Schimpansen.
Primaten gehören zu den wenigen Wirbeltieren, die das wichtige Vitamin C nicht selbst produzieren können. Sie müssen es deshalb mit der Nahrung aufnehmen.
Folivore Arten weisen besondere Anpassungen auf: so haben die Stummelaffen einen mehrkammerigen Magen, in welchem Mikroorganismen die Zellulose abbauen. Dieses Konzept ähnelt dem der Wiederkäuer oder mancher Känguruarten. Andere, wie die Brüllaffen oder die Gorillas, haben einen vergrößerten Dickdarm, der demselben Zweck dient.
Reine Fleischfresser sind selten unter den Primaten, dazu gehören beispielsweise die insektenfressenden Koboldmakis und Bärenmakis.
Da das Nahrungsangebot für Folivoren dazu tendiert, zeitlich und räumlich uniform und vorhersehbar zu sein, sind ihre Aktionsräume meist kleiner als die von Frugivoren und Insektivoren.

### Fortpflanzung
Generell zeichnen sich Primaten durch eine lange Trächtigkeitsdauer, eine lange Entwicklungszeit der Jungen und eine eher hohe Lebenserwartung aus. Die Jungtiere werden in der Regel von der Mutter umhergetragen und halten sich hierzu als aktive Traglinge in deren Fell fest. Die Strategie dieser Tiere liegt darin, viel Zeit in die Aufzucht der Jungtiere zu investieren, dafür ist die Fortpflanzungsrate gering. Die kürzeste Tragzeit haben Katzenmakis mit rund 60 Tagen, bei den meisten Arten liegt sie zwischen vier und sieben Monaten. Die längste Trächtigkeitsdauer haben der Mensch und die Gorillas mit rund neun Monaten.
Bei den meisten Arten überwiegen Einzelgeburten, und auch bei den Arten, die üblicherweise Mehrfachgeburten aufweisen (darunter Katzenmakis, Galagos und Krallenaffen) liegt die Wurfgröße selten über zwei oder drei Neugeborenen.

## Systematik und Stammesgeschichte

### Äußere Systematik
Die Primaten gehören innerhalb der Plazentatiere zu den Euarchontoglires, einer aufgrund molekulargenetischer Untersuchungen festgelegten Überordnung. Ihre nächsten Verwandten sind die Riesengleiter (Dermoptera). Die Spitzhörnchen (Scandentia), die früher manchmal den Primaten zugerechnet wurden, zeigen zwar im Schädelbau und im Verhalten Ähnlichkeiten, diese sind aber entweder generelle Merkmale der Säuger oder konvergente Entwicklungen, sodass sie heute in eine eigene Ordnung, Scandentia, gestellt werden. Das nachfolgende Diagramm gibt die vermuteten Entwicklungsverhältnisse innerhalb dieser Überordnung wieder:
|               | Spitzhörnchen (Scandentia)                                                         |
|               |                                                                                    |
| Primatomorpha | \| \| Riesengleiter (Dermoptera) \| \| \| \| \| \| Primaten (Primates) \| \| \| \| |
|               | \| \| Riesengleiter (Dermoptera) \| \| \| \| \| \| Primaten (Primates) \| \| \| \| |
|               | Riesengleiter (Dermoptera)                                                         |
|               |                                                                                    |
|               | Primaten (Primates)                                                                |
|               |                                                                                    |

|  | Riesengleiter (Dermoptera) |
|  |                            |
|  | Primaten (Primates)        |
|  |                            |

|  | Hasenartige (Lagomorpha) |
|  |                          |
|  | Nagetiere (Rodentia)     |
|  |                          |

|               | Spitzhörnchen (Scandentia)                                                         |
|               |                                                                                    |
| Primatomorpha | \| \| Riesengleiter (Dermoptera) \| \| \| \| \| \| Primaten (Primates) \| \| \| \| |
|               | \| \| Riesengleiter (Dermoptera) \| \| \| \| \| \| Primaten (Primates) \| \| \| \| |
|               | Riesengleiter (Dermoptera)                                                         |
|               |                                                                                    |
|               | Primaten (Primates)                                                                |
|               |                                                                                    |

|  | Riesengleiter (Dermoptera) |
|  |                            |
|  | Primaten (Primates)        |
|  |                            |

|  | Hasenartige (Lagomorpha) |
|  |                          |
|  | Nagetiere (Rodentia)     |
|  |                          |

### Innere Systematik

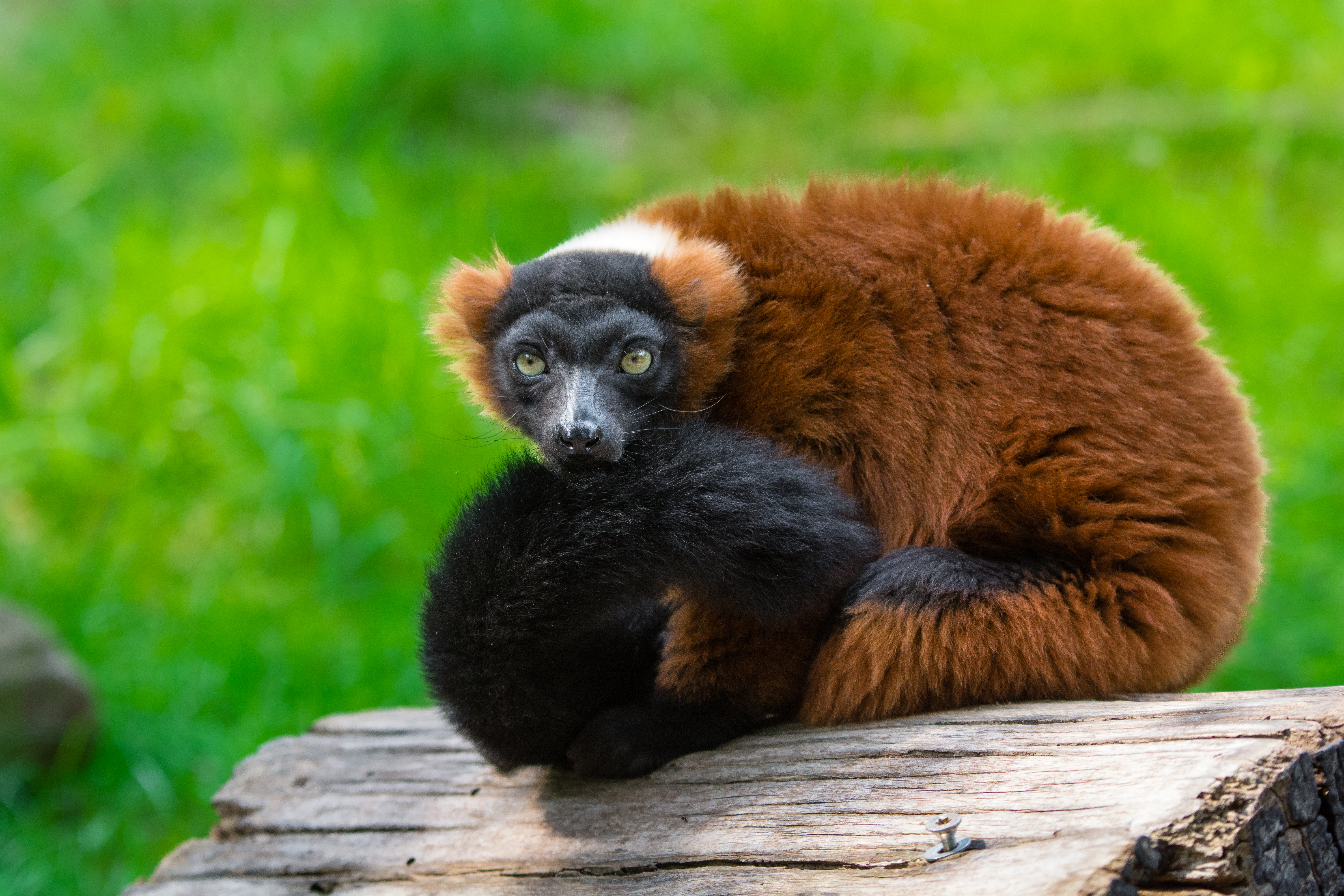
Der Rote Vari ist ein Vertreter der Lemuren

Die Primaten umfassen mehr als 500 Arten, man teilt sie heute in zwei Unterordnungen, die Trockennasenprimaten (Haplorrhini) und die Feuchtnasenprimaten (Strepsirrhini). Die Feuchtnasenprimaten teilen sich in die Lemuren (Lemuriformes), die ausschließlich auf Madagaskar leben, und die Loriartigen (Lorisiformes), zu denen Loris und Galagos gehören. Bei den Trockennasenprimaten stehen die Koboldmakis den anderen Arten gegenüber, die als Affen (Anthropoidea oder Simiae) bezeichnet werden und sich wiederum in die Neuweltaffen und die Altweltaffen teilen. Früher wurden die Feuchtnasenprimaten und die Koboldmakis als Halbaffen (Prosimiae) zusammengefasst (teilweise inklusive der Riesengleiter und der Spitzhörnchen); diese wurden den „Echten“ Affen gegenübergestellt.
| Primaten (Primates)         | \| \| Feuchtnasenprimaten (Strepsirrhini) \| \| \| \| \| \| Trockennasenprimaten (Haplorrhini) \| \| \| \| |
| Vorlage:Klade/Wartung/Style | \| \| Feuchtnasenprimaten (Strepsirrhini) \| \| \| \| \| \| Trockennasenprimaten (Haplorrhini) \| \| \| \| |
|                             | Feuchtnasenprimaten (Strepsirrhini)                                                                        |
|                             | |
|                             | Trockennasenprimaten (Haplorrhini)                                                                         |
|                             | |

|  | Feuchtnasenprimaten (Strepsirrhini) |
|  |                                     |
|  | Trockennasenprimaten (Haplorrhini)  |
|  |                                     |

|                         | Katzenmakis (Cheirogaleidae)                                                              |
|                         |                                                                                           |
|                         | Wieselmakis (Lepilemuridae)                                                               |
|                         |                                                                                           |
|                         | \| \| Indriartige (Indriidae) \| \| \| \| \| \| Gewöhnliche Makis (Lemuridae) \| \| \| \| |
| Vorlage:Klade/Wartung/3 |                                                                                           |
|                         | Indriartige (Indriidae)                                                                   |
|                         |                                                                                           |
|                         | Gewöhnliche Makis (Lemuridae)                                                             |
|                         |                                                                                           |

|  | Indriartige (Indriidae)       |
|  |                               |
|  | Gewöhnliche Makis (Lemuridae) |
|  |                               |

|                         | Katzenmakis (Cheirogaleidae)                                                              |
|                         |                                                                                           |
|                         | Wieselmakis (Lepilemuridae)                                                               |
|                         |                                                                                           |
|                         | \| \| Indriartige (Indriidae) \| \| \| \| \| \| Gewöhnliche Makis (Lemuridae) \| \| \| \| |
| Vorlage:Klade/Wartung/3 |                                                                                           |
|                         | Indriartige (Indriidae)                                                                   |
|                         |                                                                                           |
|                         | Gewöhnliche Makis (Lemuridae)                                                             |
|                         |                                                                                           |

|  | Indriartige (Indriidae)       |
|  |                               |
|  | Gewöhnliche Makis (Lemuridae) |
|  |                               |

|  | Loris (Lorisidae)     |
|  |                       |
|  | Galagos (Galagonidae) |
|  |                       |

|                         | Katzenmakis (Cheirogaleidae)                                                              |
|                         |                                                                                           |
|                         | Wieselmakis (Lepilemuridae)                                                               |
|                         |                                                                                           |
|                         | \| \| Indriartige (Indriidae) \| \| \| \| \| \| Gewöhnliche Makis (Lemuridae) \| \| \| \| |
| Vorlage:Klade/Wartung/3 |                                                                                           |
|                         | Indriartige (Indriidae)                                                                   |
|                         |                                                                                           |
|                         | Gewöhnliche Makis (Lemuridae)                                                             |
|                         |                                                                                           |

|  | Indriartige (Indriidae)       |
|  |                               |
|  | Gewöhnliche Makis (Lemuridae) |
|  |                               |

|                         | Katzenmakis (Cheirogaleidae)                                                              |
|                         |                                                                                           |
|                         | Wieselmakis (Lepilemuridae)                                                               |
|                         |                                                                                           |
|                         | \| \| Indriartige (Indriidae) \| \| \| \| \| \| Gewöhnliche Makis (Lemuridae) \| \| \| \| |
| Vorlage:Klade/Wartung/3 |                                                                                           |
|                         | Indriartige (Indriidae)                                                                   |
|                         |                                                                                           |
|                         | Gewöhnliche Makis (Lemuridae)                                                             |
|                         |                                                                                           |

|  | Indriartige (Indriidae)       |
|  |                               |
|  | Gewöhnliche Makis (Lemuridae) |
|  |                               |

|  | Loris (Lorisidae)     |
|  |                       |
|  | Galagos (Galagonidae) |
|  |                       |

|                         | Katzenmakis (Cheirogaleidae)                                                              |
|                         |                                                                                           |
|                         | Wieselmakis (Lepilemuridae)                                                               |
|                         |                                                                                           |
|                         | \| \| Indriartige (Indriidae) \| \| \| \| \| \| Gewöhnliche Makis (Lemuridae) \| \| \| \| |
| Vorlage:Klade/Wartung/3 |                                                                                           |
|                         | Indriartige (Indriidae)                                                                   |
|                         |                                                                                           |
|                         | Gewöhnliche Makis (Lemuridae)                                                             |
|                         |                                                                                           |

|  | Indriartige (Indriidae)       |
|  |                               |
|  | Gewöhnliche Makis (Lemuridae) |
|  |                               |

|                         | Katzenmakis (Cheirogaleidae)                                                              |
|                         |                                                                                           |
|                         | Wieselmakis (Lepilemuridae)                                                               |
|                         |                                                                                           |
|                         | \| \| Indriartige (Indriidae) \| \| \| \| \| \| Gewöhnliche Makis (Lemuridae) \| \| \| \| |
| Vorlage:Klade/Wartung/3 |                                                                                           |
|                         | Indriartige (Indriidae)                                                                   |
|                         |                                                                                           |
|                         | Gewöhnliche Makis (Lemuridae)                                                             |
|                         |                                                                                           |

|  | Indriartige (Indriidae)       |
|  |                               |
|  | Gewöhnliche Makis (Lemuridae) |
|  |                               |

|  | Loris (Lorisidae)     |
|  |                       |
|  | Galagos (Galagonidae) |
|  |                       |

|                         | Katzenmakis (Cheirogaleidae)                                                              |
|                         |                                                                                           |
|                         | Wieselmakis (Lepilemuridae)                                                               |
|                         |                                                                                           |
|                         | \| \| Indriartige (Indriidae) \| \| \| \| \| \| Gewöhnliche Makis (Lemuridae) \| \| \| \| |
| Vorlage:Klade/Wartung/3 |                                                                                           |
|                         | Indriartige (Indriidae)                                                                   |
|                         |                                                                                           |
|                         | Gewöhnliche Makis (Lemuridae)                                                             |
|                         |                                                                                           |

|  | Indriartige (Indriidae)       |
|  |                               |
|  | Gewöhnliche Makis (Lemuridae) |
|  |                               |

|                         | Katzenmakis (Cheirogaleidae)                                                              |
|                         |                                                                                           |
|                         | Wieselmakis (Lepilemuridae)                                                               |
|                         |                                                                                           |
|                         | \| \| Indriartige (Indriidae) \| \| \| \| \| \| Gewöhnliche Makis (Lemuridae) \| \| \| \| |
| Vorlage:Klade/Wartung/3 |                                                                                           |
|                         | Indriartige (Indriidae)                                                                   |
|                         |                                                                                           |
|                         | Gewöhnliche Makis (Lemuridae)                                                             |
|                         |                                                                                           |

|  | Indriartige (Indriidae)       |
|  |                               |
|  | Gewöhnliche Makis (Lemuridae) |
|  |                               |

|  | Loris (Lorisidae)     |
|  |                       |
|  | Galagos (Galagonidae) |
|  |                       |

|  | Nachtaffen (Aotidae)                                                                          |
|  |                                                                                               |
|  | \| \| Krallenaffen (Callitrichidae) \| \| \| \| \| \| Kapuziner- artige (Cebidae) \| \| \| \| |
|  |                                                                                               |
|  | Krallenaffen (Callitrichidae)                                                                 |
|  |                                                                                               |
|  | Kapuziner- artige (Cebidae)                                                                   |
|  |                                                                                               |

|  | Krallenaffen (Callitrichidae) |
|  |                               |
|  | Kapuziner- artige (Cebidae)   |
|  |                               |

|  | Nachtaffen (Aotidae)                                                                          |
|  |                                                                                               |
|  | \| \| Krallenaffen (Callitrichidae) \| \| \| \| \| \| Kapuziner- artige (Cebidae) \| \| \| \| |
|  |                                                                                               |
|  | Krallenaffen (Callitrichidae)                                                                 |
|  |                                                                                               |
|  | Kapuziner- artige (Cebidae)                                                                   |
|  |                                                                                               |

|  | Krallenaffen (Callitrichidae) |
|  |                               |
|  | Kapuziner- artige (Cebidae)   |
|  |                               |

|  | Nachtaffen (Aotidae)                                                                          |
|  |                                                                                               |
|  | \| \| Krallenaffen (Callitrichidae) \| \| \| \| \| \| Kapuziner- artige (Cebidae) \| \| \| \| |
|  |                                                                                               |
|  | Krallenaffen (Callitrichidae)                                                                 |
|  |                                                                                               |
|  | Kapuziner- artige (Cebidae)                                                                   |
|  |                                                                                               |

|  | Krallenaffen (Callitrichidae) |
|  |                               |
|  | Kapuziner- artige (Cebidae)   |
|  |                               |

|  | Nachtaffen (Aotidae)                                                                          |
|  |                                                                                               |
|  | \| \| Krallenaffen (Callitrichidae) \| \| \| \| \| \| Kapuziner- artige (Cebidae) \| \| \| \| |
|  |                                                                                               |
|  | Krallenaffen (Callitrichidae)                                                                 |
|  |                                                                                               |
|  | Kapuziner- artige (Cebidae)                                                                   |
|  |                                                                                               |

|  | Krallenaffen (Callitrichidae) |
|  |                               |
|  | Kapuziner- artige (Cebidae)   |
|  |                               |

| Geschwänzte Altweltaffen (Cercopithecoidea) | Meerkatzenverwandte (Cercopithecidae)                                                            |
|                                             | Meerkatzenverwandte (Cercopithecidae)                                                            |
| Menschenartige (Hominoidea)                 | \| \| Gibbons (Hylobatidae) \| \| \| \| \| \| Menschenaffen (Hominidae) inkl. Mensch \| \| \| \| |
|                                             | \| \| Gibbons (Hylobatidae) \| \| \| \| \| \| Menschenaffen (Hominidae) inkl. Mensch \| \| \| \| |
|                                             | Gibbons (Hylobatidae)                                                                            |
|                                             |                                                                                                  |
|                                             | Menschenaffen (Hominidae) inkl. Mensch                                                           |
|                                             |                                                                                                  |

|  | Gibbons (Hylobatidae)                  |
|  |                                        |
|  | Menschenaffen (Hominidae) inkl. Mensch |
|  |                                        |

|  | Nachtaffen (Aotidae)                                                                          |
|  |                                                                                               |
|  | \| \| Krallenaffen (Callitrichidae) \| \| \| \| \| \| Kapuziner- artige (Cebidae) \| \| \| \| |
|  |                                                                                               |
|  | Krallenaffen (Callitrichidae)                                                                 |
|  |                                                                                               |
|  | Kapuziner- artige (Cebidae)                                                                   |
|  |                                                                                               |

|  | Krallenaffen (Callitrichidae) |
|  |                               |
|  | Kapuziner- artige (Cebidae)   |
|  |                               |

|  | Nachtaffen (Aotidae)                                                                          |
|  |                                                                                               |
|  | \| \| Krallenaffen (Callitrichidae) \| \| \| \| \| \| Kapuziner- artige (Cebidae) \| \| \| \| |
|  |                                                                                               |
|  | Krallenaffen (Callitrichidae)                                                                 |
|  |                                                                                               |
|  | Kapuziner- artige (Cebidae)                                                                   |
|  |                                                                                               |

|  | Krallenaffen (Callitrichidae) |
|  |                               |
|  | Kapuziner- artige (Cebidae)   |
|  |                               |

|  | Nachtaffen (Aotidae)                                                                          |
|  |                                                                                               |
|  | \| \| Krallenaffen (Callitrichidae) \| \| \| \| \| \| Kapuziner- artige (Cebidae) \| \| \| \| |
|  |                                                                                               |
|  | Krallenaffen (Callitrichidae)                                                                 |
|  |                                                                                               |
|  | Kapuziner- artige (Cebidae)                                                                   |
|  |                                                                                               |

|  | Krallenaffen (Callitrichidae) |
|  |                               |
|  | Kapuziner- artige (Cebidae)   |
|  |                               |

|  | Nachtaffen (Aotidae)                                                                          |
|  |                                                                                               |
|  | \| \| Krallenaffen (Callitrichidae) \| \| \| \| \| \| Kapuziner- artige (Cebidae) \| \| \| \| |
|  |                                                                                               |
|  | Krallenaffen (Callitrichidae)                                                                 |
|  |                                                                                               |
|  | Kapuziner- artige (Cebidae)                                                                   |
|  |                                                                                               |

|  | Krallenaffen (Callitrichidae) |
|  |                               |
|  | Kapuziner- artige (Cebidae)   |
|  |                               |

| Geschwänzte Altweltaffen (Cercopithecoidea) | Meerkatzenverwandte (Cercopithecidae)                                                            |
|                                             | Meerkatzenverwandte (Cercopithecidae)                                                            |
| Menschenartige (Hominoidea)                 | \| \| Gibbons (Hylobatidae) \| \| \| \| \| \| Menschenaffen (Hominidae) inkl. Mensch \| \| \| \| |
|                                             | \| \| Gibbons (Hylobatidae) \| \| \| \| \| \| Menschenaffen (Hominidae) inkl. Mensch \| \| \| \| |
|                                             | Gibbons (Hylobatidae)                                                                            |
|                                             |                                                                                                  |
|                                             | Menschenaffen (Hominidae) inkl. Mensch                                                           |
|                                             |                                                                                                  |

|  | Gibbons (Hylobatidae)                  |
|  |                                        |
|  | Menschenaffen (Hominidae) inkl. Mensch |
|  |                                        |

|  | Nachtaffen (Aotidae)                                                                          |
|  |                                                                                               |
|  | \| \| Krallenaffen (Callitrichidae) \| \| \| \| \| \| Kapuziner- artige (Cebidae) \| \| \| \| |
|  |                                                                                               |
|  | Krallenaffen (Callitrichidae)                                                                 |
|  |                                                                                               |
|  | Kapuziner- artige (Cebidae)                                                                   |
|  |                                                                                               |

|  | Krallenaffen (Callitrichidae) |
|  |                               |
|  | Kapuziner- artige (Cebidae)   |
|  |                               |

|  | Nachtaffen (Aotidae)                                                                          |
|  |                                                                                               |
|  | \| \| Krallenaffen (Callitrichidae) \| \| \| \| \| \| Kapuziner- artige (Cebidae) \| \| \| \| |
|  |                                                                                               |
|  | Krallenaffen (Callitrichidae)                                                                 |
|  |                                                                                               |
|  | Kapuziner- artige (Cebidae)                                                                   |
|  |                                                                                               |

|  | Krallenaffen (Callitrichidae) |
|  |                               |
|  | Kapuziner- artige (Cebidae)   |
|  |                               |

|  | Nachtaffen (Aotidae)                                                                          |
|  |                                                                                               |
|  | \| \| Krallenaffen (Callitrichidae) \| \| \| \| \| \| Kapuziner- artige (Cebidae) \| \| \| \| |
|  |                                                                                               |
|  | Krallenaffen (Callitrichidae)                                                                 |
|  |                                                                                               |
|  | Kapuziner- artige (Cebidae)                                                                   |
|  |                                                                                               |

|  | Krallenaffen (Callitrichidae) |
|  |                               |
|  | Kapuziner- artige (Cebidae)   |
|  |                               |

|  | Nachtaffen (Aotidae)                                                                          |
|  |                                                                                               |
|  | \| \| Krallenaffen (Callitrichidae) \| \| \| \| \| \| Kapuziner- artige (Cebidae) \| \| \| \| |
|  |                                                                                               |
|  | Krallenaffen (Callitrichidae)                                                                 |
|  |                                                                                               |
|  | Kapuziner- artige (Cebidae)                                                                   |
|  |                                                                                               |

|  | Krallenaffen (Callitrichidae) |
|  |                               |
|  | Kapuziner- artige (Cebidae)   |
|  |                               |

| Geschwänzte Altweltaffen (Cercopithecoidea) | Meerkatzenverwandte (Cercopithecidae)                                                            |
|                                             | Meerkatzenverwandte (Cercopithecidae)                                                            |
| Menschenartige (Hominoidea)                 | \| \| Gibbons (Hylobatidae) \| \| \| \| \| \| Menschenaffen (Hominidae) inkl. Mensch \| \| \| \| |
|                                             | \| \| Gibbons (Hylobatidae) \| \| \| \| \| \| Menschenaffen (Hominidae) inkl. Mensch \| \| \| \| |
|                                             | Gibbons (Hylobatidae)                                                                            |
|                                             |                                                                                                  |
|                                             | Menschenaffen (Hominidae) inkl. Mensch                                                           |
|                                             |                                                                                                  |

|  | Gibbons (Hylobatidae)                  |
|  |                                        |
|  | Menschenaffen (Hominidae) inkl. Mensch |
|  |                                        |

|  | Nachtaffen (Aotidae)                                                                          |
|  |                                                                                               |
|  | \| \| Krallenaffen (Callitrichidae) \| \| \| \| \| \| Kapuziner- artige (Cebidae) \| \| \| \| |
|  |                                                                                               |
|  | Krallenaffen (Callitrichidae)                                                                 |
|  |                                                                                               |
|  | Kapuziner- artige (Cebidae)                                                                   |
|  |                                                                                               |

|  | Krallenaffen (Callitrichidae) |
|  |                               |
|  | Kapuziner- artige (Cebidae)   |
|  |                               |

|  | Nachtaffen (Aotidae)                                                                          |
|  |                                                                                               |
|  | \| \| Krallenaffen (Callitrichidae) \| \| \| \| \| \| Kapuziner- artige (Cebidae) \| \| \| \| |
|  |                                                                                               |
|  | Krallenaffen (Callitrichidae)                                                                 |
|  |                                                                                               |
|  | Kapuziner- artige (Cebidae)                                                                   |
|  |                                                                                               |

|  | Krallenaffen (Callitrichidae) |
|  |                               |
|  | Kapuziner- artige (Cebidae)   |
|  |                               |

|  | Nachtaffen (Aotidae)                                                                          |
|  |                                                                                               |
|  | \| \| Krallenaffen (Callitrichidae) \| \| \| \| \| \| Kapuziner- artige (Cebidae) \| \| \| \| |
|  |                                                                                               |
|  | Krallenaffen (Callitrichidae)                                                                 |
|  |                                                                                               |
|  | Kapuziner- artige (Cebidae)                                                                   |
|  |                                                                                               |

|  | Krallenaffen (Callitrichidae) |
|  |                               |
|  | Kapuziner- artige (Cebidae)   |
|  |                               |

|  | Nachtaffen (Aotidae)                                                                          |
|  |                                                                                               |
|  | \| \| Krallenaffen (Callitrichidae) \| \| \| \| \| \| Kapuziner- artige (Cebidae) \| \| \| \| |
|  |                                                                                               |
|  | Krallenaffen (Callitrichidae)                                                                 |
|  |                                                                                               |
|  | Kapuziner- artige (Cebidae)                                                                   |
|  |                                                                                               |

|  | Krallenaffen (Callitrichidae) |
|  |                               |
|  | Kapuziner- artige (Cebidae)   |
|  |                               |

| Geschwänzte Altweltaffen (Cercopithecoidea) | Meerkatzenverwandte (Cercopithecidae)                                                            |
|                                             | Meerkatzenverwandte (Cercopithecidae)                                                            |
| Menschenartige (Hominoidea)                 | \| \| Gibbons (Hylobatidae) \| \| \| \| \| \| Menschenaffen (Hominidae) inkl. Mensch \| \| \| \| |
|                                             | \| \| Gibbons (Hylobatidae) \| \| \| \| \| \| Menschenaffen (Hominidae) inkl. Mensch \| \| \| \| |
|                                             | Gibbons (Hylobatidae)                                                                            |
|                                             |                                                                                                  |
|                                             | Menschenaffen (Hominidae) inkl. Mensch                                                           |
|                                             |                                                                                                  |

|  | Gibbons (Hylobatidae)                  |
|  |                                        |
|  | Menschenaffen (Hominidae) inkl. Mensch |
|  |                                        |

|  | Nachtaffen (Aotidae)                                                                          |
|  |                                                                                               |
|  | \| \| Krallenaffen (Callitrichidae) \| \| \| \| \| \| Kapuziner- artige (Cebidae) \| \| \| \| |
|  |                                                                                               |
|  | Krallenaffen (Callitrichidae)                                                                 |
|  |                                                                                               |
|  | Kapuziner- artige (Cebidae)                                                                   |
|  |                                                                                               |

|  | Krallenaffen (Callitrichidae) |
|  |                               |
|  | Kapuziner- artige (Cebidae)   |
|  |                               |

|  | Nachtaffen (Aotidae)                                                                          |
|  |                                                                                               |
|  | \| \| Krallenaffen (Callitrichidae) \| \| \| \| \| \| Kapuziner- artige (Cebidae) \| \| \| \| |
|  |                                                                                               |
|  | Krallenaffen (Callitrichidae)                                                                 |
|  |                                                                                               |
|  | Kapuziner- artige (Cebidae)                                                                   |
|  |                                                                                               |

|  | Krallenaffen (Callitrichidae) |
|  |                               |
|  | Kapuziner- artige (Cebidae)   |
|  |                               |

|  | Nachtaffen (Aotidae)                                                                          |
|  |                                                                                               |
|  | \| \| Krallenaffen (Callitrichidae) \| \| \| \| \| \| Kapuziner- artige (Cebidae) \| \| \| \| |
|  |                                                                                               |
|  | Krallenaffen (Callitrichidae)                                                                 |
|  |                                                                                               |
|  | Kapuziner- artige (Cebidae)                                                                   |
|  |                                                                                               |

|  | Krallenaffen (Callitrichidae) |
|  |                               |
|  | Kapuziner- artige (Cebidae)   |
|  |                               |

|  | Nachtaffen (Aotidae)                                                                          |
|  |                                                                                               |
|  | \| \| Krallenaffen (Callitrichidae) \| \| \| \| \| \| Kapuziner- artige (Cebidae) \| \| \| \| |
|  |                                                                                               |
|  | Krallenaffen (Callitrichidae)                                                                 |
|  |                                                                                               |
|  | Kapuziner- artige (Cebidae)                                                                   |
|  |                                                                                               |

|  | Krallenaffen (Callitrichidae) |
|  |                               |
|  | Kapuziner- artige (Cebidae)   |
|  |                               |

| Geschwänzte Altweltaffen (Cercopithecoidea) | Meerkatzenverwandte (Cercopithecidae)                                                            |
|                                             | Meerkatzenverwandte (Cercopithecidae)                                                            |
| Menschenartige (Hominoidea)                 | \| \| Gibbons (Hylobatidae) \| \| \| \| \| \| Menschenaffen (Hominidae) inkl. Mensch \| \| \| \| |
|                                             | \| \| Gibbons (Hylobatidae) \| \| \| \| \| \| Menschenaffen (Hominidae) inkl. Mensch \| \| \| \| |
|                                             | Gibbons (Hylobatidae)                                                                            |
|                                             |                                                                                                  |
|                                             | Menschenaffen (Hominidae) inkl. Mensch                                                           |
|                                             |                                                                                                  |

|  | Gibbons (Hylobatidae)                  |
|  |                                        |
|  | Menschenaffen (Hominidae) inkl. Mensch |
|  |                                        |

|  | Nachtaffen (Aotidae)                                                                          |
|  |                                                                                               |
|  | \| \| Krallenaffen (Callitrichidae) \| \| \| \| \| \| Kapuziner- artige (Cebidae) \| \| \| \| |
|  |                                                                                               |
|  | Krallenaffen (Callitrichidae)                                                                 |
|  |                                                                                               |
|  | Kapuziner- artige (Cebidae)                                                                   |
|  |                                                                                               |

|  | Krallenaffen (Callitrichidae) |
|  |                               |
|  | Kapuziner- artige (Cebidae)   |
|  |                               |

|  | Nachtaffen (Aotidae)                                                                          |
|  |                                                                                               |
|  | \| \| Krallenaffen (Callitrichidae) \| \| \| \| \| \| Kapuziner- artige (Cebidae) \| \| \| \| |
|  |                                                                                               |
|  | Krallenaffen (Callitrichidae)                                                                 |
|  |                                                                                               |
|  | Kapuziner- artige (Cebidae)                                                                   |
|  |                                                                                               |

|  | Krallenaffen (Callitrichidae) |
|  |                               |
|  | Kapuziner- artige (Cebidae)   |
|  |                               |

|  | Nachtaffen (Aotidae)                                                                          |
|  |                                                                                               |
|  | \| \| Krallenaffen (Callitrichidae) \| \| \| \| \| \| Kapuziner- artige (Cebidae) \| \| \| \| |
|  |                                                                                               |
|  | Krallenaffen (Callitrichidae)                                                                 |
|  |                                                                                               |
|  | Kapuziner- artige (Cebidae)                                                                   |
|  |                                                                                               |

|  | Krallenaffen (Callitrichidae) |
|  |                               |
|  | Kapuziner- artige (Cebidae)   |
|  |                               |

|  | Nachtaffen (Aotidae)                                                                          |
|  |                                                                                               |
|  | \| \| Krallenaffen (Callitrichidae) \| \| \| \| \| \| Kapuziner- artige (Cebidae) \| \| \| \| |
|  |                                                                                               |
|  | Krallenaffen (Callitrichidae)                                                                 |
|  |                                                                                               |
|  | Kapuziner- artige (Cebidae)                                                                   |
|  |                                                                                               |

|  | Krallenaffen (Callitrichidae) |
|  |                               |
|  | Kapuziner- artige (Cebidae)   |
|  |                               |

| Geschwänzte Altweltaffen (Cercopithecoidea) | Meerkatzenverwandte (Cercopithecidae)                                                            |
|                                             | Meerkatzenverwandte (Cercopithecidae)                                                            |
| Menschenartige (Hominoidea)                 | \| \| Gibbons (Hylobatidae) \| \| \| \| \| \| Menschenaffen (Hominidae) inkl. Mensch \| \| \| \| |
|                                             | \| \| Gibbons (Hylobatidae) \| \| \| \| \| \| Menschenaffen (Hominidae) inkl. Mensch \| \| \| \| |
|                                             | Gibbons (Hylobatidae)                                                                            |
|                                             |                                                                                                  |
|                                             | Menschenaffen (Hominidae) inkl. Mensch                                                           |
|                                             |                                                                                                  |

|  | Gibbons (Hylobatidae)                  |
|  |                                        |
|  | Menschenaffen (Hominidae) inkl. Mensch |
|  |                                        |

|  | Nachtaffen (Aotidae)                                                                          |
|  |                                                                                               |
|  | \| \| Krallenaffen (Callitrichidae) \| \| \| \| \| \| Kapuziner- artige (Cebidae) \| \| \| \| |
|  |                                                                                               |
|  | Krallenaffen (Callitrichidae)                                                                 |
|  |                                                                                               |
|  | Kapuziner- artige (Cebidae)                                                                   |
|  |                                                                                               |

|  | Krallenaffen (Callitrichidae) |
|  |                               |
|  | Kapuziner- artige (Cebidae)   |
|  |                               |

|  | Nachtaffen (Aotidae)                                                                          |
|  |                                                                                               |
|  | \| \| Krallenaffen (Callitrichidae) \| \| \| \| \| \| Kapuziner- artige (Cebidae) \| \| \| \| |
|  |                                                                                               |
|  | Krallenaffen (Callitrichidae)                                                                 |
|  |                                                                                               |
|  | Kapuziner- artige (Cebidae)                                                                   |
|  |                                                                                               |

|  | Krallenaffen (Callitrichidae) |
|  |                               |
|  | Kapuziner- artige (Cebidae)   |
|  |                               |

|  | Nachtaffen (Aotidae)                                                                          |
|  |                                                                                               |
|  | \| \| Krallenaffen (Callitrichidae) \| \| \| \| \| \| Kapuziner- artige (Cebidae) \| \| \| \| |
|  |                                                                                               |
|  | Krallenaffen (Callitrichidae)                                                                 |
|  |                                                                                               |
|  | Kapuziner- artige (Cebidae)                                                                   |
|  |                                                                                               |

|  | Krallenaffen (Callitrichidae) |
|  |                               |
|  | Kapuziner- artige (Cebidae)   |
|  |                               |

|  | Nachtaffen (Aotidae)                                                                          |
|  |                                                                                               |
|  | \| \| Krallenaffen (Callitrichidae) \| \| \| \| \| \| Kapuziner- artige (Cebidae) \| \| \| \| |
|  |                                                                                               |
|  | Krallenaffen (Callitrichidae)                                                                 |
|  |                                                                                               |
|  | Kapuziner- artige (Cebidae)                                                                   |
|  |                                                                                               |

|  | Krallenaffen (Callitrichidae) |
|  |                               |
|  | Kapuziner- artige (Cebidae)   |
|  |                               |

| Geschwänzte Altweltaffen (Cercopithecoidea) | Meerkatzenverwandte (Cercopithecidae)                                                            |
|                                             | Meerkatzenverwandte (Cercopithecidae)                                                            |
| Menschenartige (Hominoidea)                 | \| \| Gibbons (Hylobatidae) \| \| \| \| \| \| Menschenaffen (Hominidae) inkl. Mensch \| \| \| \| |
|                                             | \| \| Gibbons (Hylobatidae) \| \| \| \| \| \| Menschenaffen (Hominidae) inkl. Mensch \| \| \| \| |
|                                             | Gibbons (Hylobatidae)                                                                            |
|                                             |                                                                                                  |
|                                             | Menschenaffen (Hominidae) inkl. Mensch                                                           |
|                                             |                                                                                                  |

|  | Gibbons (Hylobatidae)                  |
|  |                                        |
|  | Menschenaffen (Hominidae) inkl. Mensch |
|  |                                        |

|  | Nachtaffen (Aotidae)                                                                          |
|  |                                                                                               |
|  | \| \| Krallenaffen (Callitrichidae) \| \| \| \| \| \| Kapuziner- artige (Cebidae) \| \| \| \| |
|  |                                                                                               |
|  | Krallenaffen (Callitrichidae)                                                                 |
|  |                                                                                               |
|  | Kapuziner- artige (Cebidae)                                                                   |
|  |                                                                                               |

|  | Krallenaffen (Callitrichidae) |
|  |                               |
|  | Kapuziner- artige (Cebidae)   |
|  |                               |

|  | Nachtaffen (Aotidae)                                                                          |
|  |                                                                                               |
|  | \| \| Krallenaffen (Callitrichidae) \| \| \| \| \| \| Kapuziner- artige (Cebidae) \| \| \| \| |
|  |                                                                                               |
|  | Krallenaffen (Callitrichidae)                                                                 |
|  |                                                                                               |
|  | Kapuziner- artige (Cebidae)                                                                   |
|  |                                                                                               |

|  | Krallenaffen (Callitrichidae) |
|  |                               |
|  | Kapuziner- artige (Cebidae)   |
|  |                               |

|  | Nachtaffen (Aotidae)                                                                          |
|  |                                                                                               |
|  | \| \| Krallenaffen (Callitrichidae) \| \| \| \| \| \| Kapuziner- artige (Cebidae) \| \| \| \| |
|  |                                                                                               |
|  | Krallenaffen (Callitrichidae)                                                                 |
|  |                                                                                               |
|  | Kapuziner- artige (Cebidae)                                                                   |
|  |                                                                                               |

|  | Krallenaffen (Callitrichidae) |
|  |                               |
|  | Kapuziner- artige (Cebidae)   |
|  |                               |

|  | Nachtaffen (Aotidae)                                                                          |
|  |                                                                                               |
|  | \| \| Krallenaffen (Callitrichidae) \| \| \| \| \| \| Kapuziner- artige (Cebidae) \| \| \| \| |
|  |                                                                                               |
|  | Krallenaffen (Callitrichidae)                                                                 |
|  |                                                                                               |
|  | Kapuziner- artige (Cebidae)                                                                   |
|  |                                                                                               |

|  | Krallenaffen (Callitrichidae) |
|  |                               |
|  | Kapuziner- artige (Cebidae)   |
|  |                               |

| Geschwänzte Altweltaffen (Cercopithecoidea) | Meerkatzenverwandte (Cercopithecidae)                                                            |
|                                             | Meerkatzenverwandte (Cercopithecidae)                                                            |
| Menschenartige (Hominoidea)                 | \| \| Gibbons (Hylobatidae) \| \| \| \| \| \| Menschenaffen (Hominidae) inkl. Mensch \| \| \| \| |
|                                             | \| \| Gibbons (Hylobatidae) \| \| \| \| \| \| Menschenaffen (Hominidae) inkl. Mensch \| \| \| \| |
|                                             | Gibbons (Hylobatidae)                                                                            |
|                                             |                                                                                                  |
|                                             | Menschenaffen (Hominidae) inkl. Mensch                                                           |
|                                             |                                                                                                  |

|  | Gibbons (Hylobatidae)                  |
|  |                                        |
|  | Menschenaffen (Hominidae) inkl. Mensch |
|  |                                        |

### Stammesgeschichte

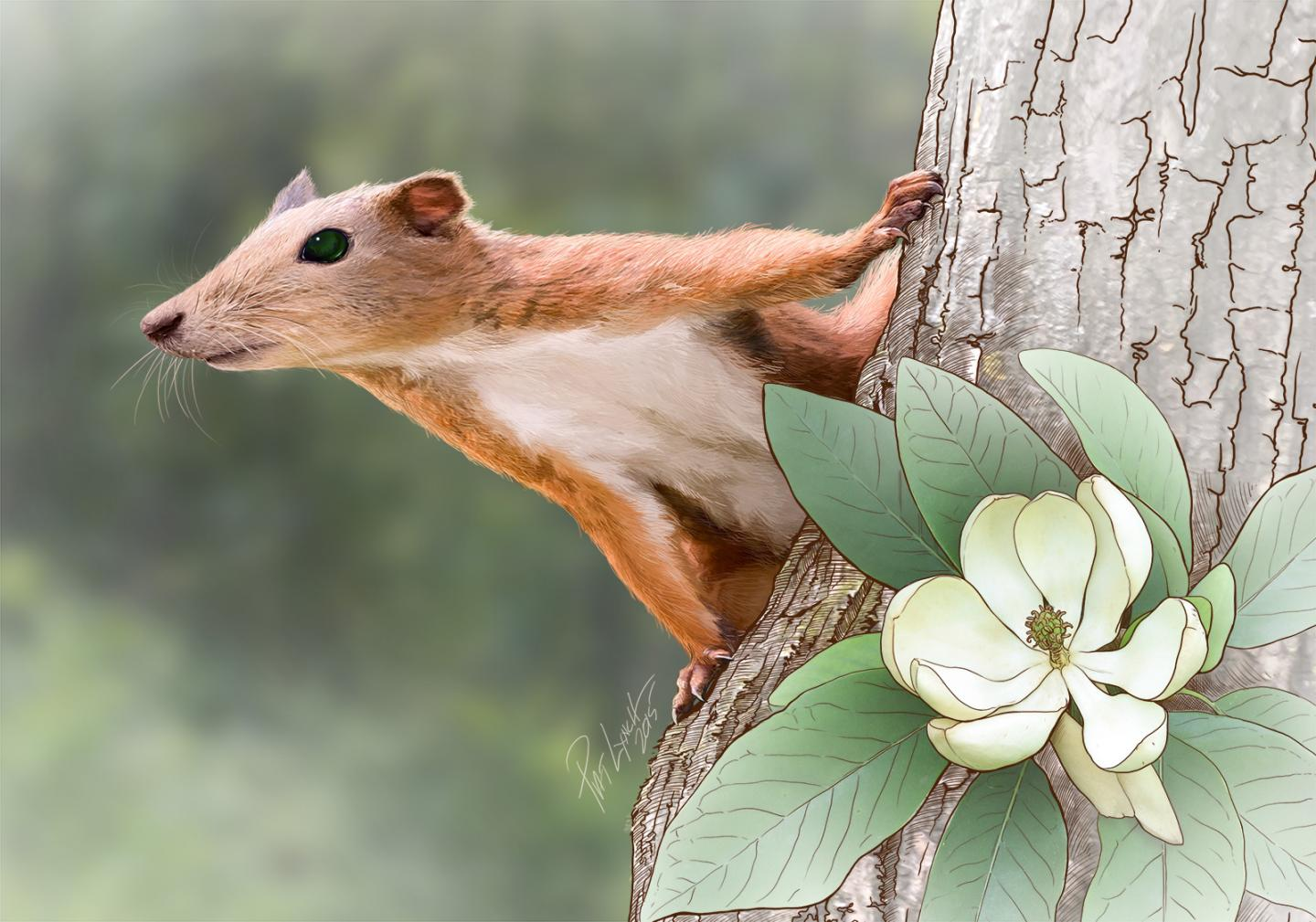
Lebendrekonstruktion von Purgatorius

Die ältesten zweifelsfrei den Primaten zuzuordnenden Fossilfunde stammen aus dem frühen Eozän (vor rund 55 Millionen Jahren). Diese Funde, wie diejenigen des Trockennasenprimaten Teilhardina, dokumentieren jedoch bereits die Aufspaltung in die beiden Unterordnungen, daher liegt der Ursprung der Primaten vermutlich in der Oberkreidezeit vor rund 80 bis 90 Millionen Jahren. Es existieren einige Funde aus der Oberkreide und dem Paläozän wie Purgatorius oder die Plesiadapiformes, die manchmal als früheste bekannte Primaten bezeichnet werden. Ihre Stellung ist jedoch umstritten, viele Autoren sehen in ihnen eine gänzlich eigene Säugetierordnung.
Feuchtnasenprimaten und Trockennasenprimaten trennten sich, molekularbiologischen Daten zufolge, vor etwa 70 Millionen Jahren voneinander. Der älteste gemeinsame Vorfahr aller rezenten Feuchtnasenprimaten lebte vor ca. 57 Millionen Jahren, der der Trockennasenprimaten vor etwa 66 Millionen Jahren und der der Affen wahrscheinlich vor 42 Millionen Jahren.
Funde aus dem Eozän werden den Adapiformes und den Omomyidae, einer den Koboldmakis ähnlichen Familie zugeordnet und sind aus Afrika, Asien, Europa und Nordamerika bekannt. Während die Primaten in Nordamerika im Oligozän ausstarben, entwickelten sie sich auf den anderen Kontinenten weiter. Die heutigen Primaten Amerikas, die Neuweltaffen, sind seit rund 35 Millionen Jahren fossil belegt, älteste bekannte Gattung ist Perupithecus. Aus dem Miozän sind Vorfahren der meisten heutigen Familien bekannt, eine Ausnahme bilden die Primaten Madagaskars, was aber wohl auf eine schlechte Fossilienfundrate zurückzuführen ist. In Europa starben die nichtmenschlichen Primaten – aus der Familie der Meerkatzenverwandten (Cercopithecidae) – im Pleistozän aus. In beispielloser Weise hat sich der Mensch (Homo sapiens) innerhalb der letzten 100.000 Jahre über die gesamte Welt ausgebreitet, sodass heute – mit Ausnahme des antarktischen Kontinents, wo dauerhafte Wohnsiedlungen fehlen – überall auf der Erde Primaten zu finden sind.

## Primaten und Menschen
Die folgenden Kapitel befassen sich mit dem Verhältnis zwischen Menschen und anderen Primaten, wobei der Mensch selbst weitestgehend unbeachtet bleibt.

### Forschungsgeschichte

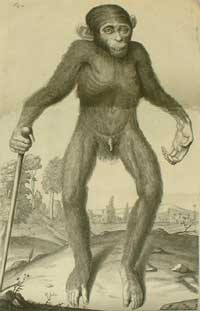
Darstellung eines „Orang-Utan“ (eigentlich ein Schimpanse) von Edward Tyson aus dem Jahr 1699

Zu den frühesten im Mittelmeerraum bekannten Primaten zählten der Berberaffe Nordafrikas und der Mantelpavian Ägyptens. Der karthagische Seefahrer Hanno († 440 v. Chr.) brachte von seiner Afrikareise die Felle von drei „wilden Frauen“ mit, vermutlich Schimpansen. Aristoteles schreibt über Tiere, die sowohl Eigenschaften des Menschen als auch Eigenschaften der „Vierfüßer“ teilen und unterteilt sie in (Menschen-)Affen, „Affen mit Schwanz“ (κῆβοι kēboi, vermutlich Meerkatzen oder Makaken) und Paviane (κυνοκέφαλοι kynokephaloi). Den Pavianen attestierte er eine hundeähnliche Schnauze und Zähne und prägte so den Begriff der Hundsaffen. Im 2. Jahrhundert nach Christus sezierte Galenos von Pergamon Berberaffen und schlussfolgerte daraus die menschliche Anatomie; bis ins 16. Jahrhundert hinein waren seine Forschungen für die Medizin bestimmend. Die Vorstellungen von Primaten im Mittelalter waren überlagert von Fabelwesen wie behaarten, geschwänzten Menschen und Halbwesen ähnlich dem Satyr. Pan, der Gattungsname der Schimpansen, abgeleitet vom bocksfüßigen Hirtengott Pan, geht auf solche Vorstellungen zurück. 1641 kam erstmals ein lebendiger Schimpanse nach Holland und wurde vom niederländischen Arzt Nicolaes Tulpius (1593–1674), der durch seine Verewigung in Rembrandts Gemälde Die Anatomie des Dr. Tulp berühmt wurde, untersucht und unter dem Titel „Indischer Satyr“ veröffentlicht. Als Begründer der Primatologie gilt der englische Arzt und Zoologe Edward Tyson (1650–1708), der 1699 eine Reihe von Gemeinsamkeiten zwischen dem von ihm untersuchten „Orang-Utan oder Homo sylvestris“ – in Wahrheit einem Schimpansen aus Angola – und dem Menschen feststellte. Carl von Linné schuf die grundsätzlich heute noch gültige Systematik der Tiere, er teilte in der zehnten Auflage seiner Systema Naturae (1758) die Primaten in vier Gattungen: Homo (Mensch), Simia (Menschenaffen und andere Affen), Lemur (Lemuren und andere „niedere“ Affen) und Vespertilio (Fledermäuse) – in früheren Auflagen hatte er auch noch die Faultiere zu den Primaten gerechnet.

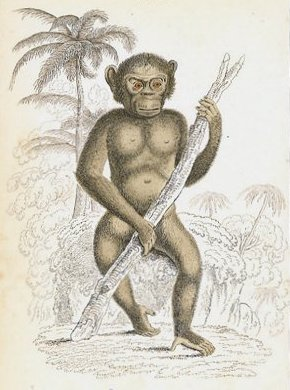
Gemälde eines Menschenaffen von Sir William Jardine, 1833

Ganz mochte man sich mit der Einordnung der Menschen unter die Primaten nicht abfinden, so teilte Johann Friedrich Blumenbach diese Gruppe in die „Bimana“ (Zweihänder, also Menschen) und „Quadrumana“ (Vierhänder, also nicht-menschliche Primaten). Diese Einteilung spiegelt sich auch in der Tatsache wider, dass Menschenaffen in jener Zeit oft mit einem Stock dargestellt wurden, da das zweifüßige Gehen ohne Hilfe dem Menschen vorbehalten war. Im 19. Jahrhundert wurde die Evolutionstheorie entwickelt und Thomas Henry Huxley band mit seinem Werk Evidence as to Man’s Place in Nature (1863) den Menschen konsequent in die Evolutionsvorgänge ein, was noch jahrzehntelange Diskussionen anheizen sollte, ob der Mensch denn wirklich vom Affen abstamme. Der britische Zoologe St. George Mivart (1827–1900), ein konservativer Katholik und Autodidakt, versuchte einerseits, Darwins und Huxleys Thesen zu widerlegen, unter anderem mit der Behauptung, die Erde existiere für die beschriebenen Evolutionsprozesse noch nicht lang genug, andererseits aber modifizierte er die Einteilung Linnés, indem er die Fledermäuse von den Primaten abtrennte und die bis vor kurzem gültige Einteilung in Halbaffen und Affen durchführte. Mivart etablierte auch eine Merkmalsliste der Primaten, in der er unter anderem ausgebildete Schlüsselbeine, einen Greiffuß mit gegenüberstellbarer Großzehe und einen freihängenden Penis mit dahinterliegendem Skrotum anführte.
Ab dem 20. Jahrhundert spaltete sich die Forschungsgeschichte in zahlreiche Bereiche auf, die hier stichwortartig wiedergegeben werden:
- Paläontologie: Mit Hilfe von Fossilien wurde versucht, die genauen Abstammungsverhältnisse innerhalb der Primaten zu ermitteln. Besonders intensiv wurde versucht, die Stammesgeschichte des Menschen nachzuvollziehen und den lang gesuchten „Missing Link“ zu seinen direkten tierischen Vorfahren zu finden.
- Systematik: Mit Hilfe von DNA-Vergleichen und anderer Vergleichsmethoden wurden die stammesgeschichtlichen Beziehungen der verschiedenen Primatengruppen genauer analysiert. Kladistische Systematiken wurden entwickelt, die dem früheren „Fortschrittsvorurteil“ der klassischen Systematik gegenüberstehen. Zwei grundlegende Korrekturen in der Systematik sind dadurch entstanden: Die traditionelle Einteilung in Halbaffen und Affen wurde zugunsten der Gruppierung in Feuchtnasenprimaten und Trockennasenprimaten aufgegeben. Die zweite Änderung betrifft den Menschen, der früher – vielleicht als letztes Überbleibsel einer traditionell zugestandenen Sonderrolle – in einer eigenen Familie (Hominidae) den Menschenaffen (Pongidae) gegenübergestellt wurde, heute allerdings zweifelsfrei als Mitglied der Menschenaffen (Hominidae) eingeordnet wird.
- Verhaltensforschung: Anstatt rein äußerlicher Beschreibungen rückte das Verhalten der Tiere in den Mittelpunkt. Verhaltensweisen und Sozialformen wurden exakter analysiert, viele Forscher verbrachten mehrere Jahre in der Nähe der Tiere, um genaue Freilandstudien durchführen zu können. Zu den bekanntesten Forscherinnen zählen Dian Fossey und Jane Goodall. In diesen Bereich gehört auch die Intelligenz- und Lernforschung. Anhand ihrer Fähigkeiten, Aufgabenstellungen zu lösen (zum Beispiel eine Frucht aus einer mit Schnallen verschlossenen Schachtel zu holen) oder mittels Symbolkärtchen oder Gebärdensprache in eine Kommunikation mit Menschen zu treten, soll die Intelligenz und das Lernverhalten der Tiere ermittelt werden. In jüngster Zeit untersucht zudem die Primatenarchäologie die Geschichte der frühesten belegbaren materiellen Kultur bei Primaten, das heißt deren Werkzeuggebrauch.
- Erhaltungsbiologie: Angesichts der zum Teil drastisch zurückgehenden natürlichen Lebensräume vieler Arten werden Fragen des Naturschutzes und der Errichtung geeigneter Schutzgebiete immer brennender.

Generell lässt sich in den letzten Jahrzehnten ein Rückgang der Forschung mit anatomischen und physiologischen Fragestellungen und ein Aufschwung in Freilandforschung und Verhaltensbiologie erkennen.
In Japan besteht seit 1956 das Japanische Affenzentrum und seit 1967 das Primate Research Institute in Kyoto.

### Kulturelle Bedeutung

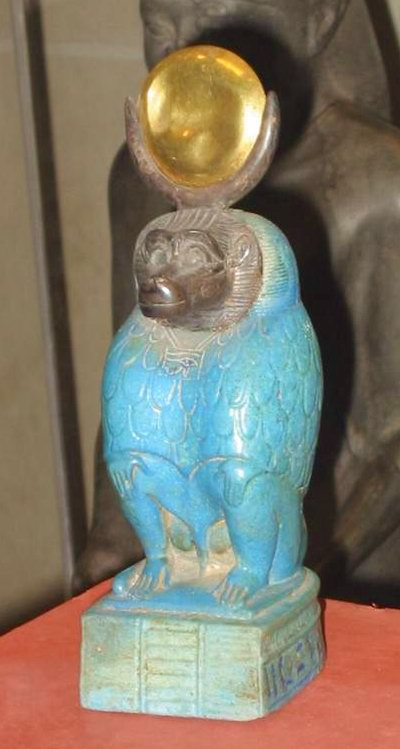
Der paviangestaltige altägyptische Gott Thot

Die Menschenähnlichkeit im Körperbau und mehrere Angewohnheiten haben oft zu mythischen Vorstellungen beigetragen. Zu diesen Angewohnheiten zählen das morgendliche Aalen in der Sonne, das als religiöse Sonnenverehrung gedeutet wurde, die Schreie und Gesänge und die vermutete eheliche Treue mancher Arten.
In verschiedenen Religionen wurden manche Arten zu heiligen Tieren erklärt. Der altägyptische Gott Thot wurde manchmal in Gestalt eines Pavians dargestellt. Im ägyptischen Totenbuch wird von den Pavianen berichtet, sie sitzen am Bug der Todesbarke und der Tote kann sich an sie wenden und beim Totengericht um Gerechtigkeit im Totenreich bitten. Paviane genossen deshalb Schutz und wurden sogar mumifiziert. In Indien gelten Rhesusaffen und Hanuman-Languren als heilig. Im Epos Ramayana helfen Affen, geführt von Hanuman, dem Prinzen Rama bei der Befreiung seiner Gattin aus den Fängen des Dämonenfürsten Ravana. Der affengestaltige Gott Hanuman gehört heute zu den populärsten Göttern des Hinduismus. In verschiedenen Regionen der Erde genossen gewisse Primaten aufgrund mythischer Vorstellungen Schutz vor der Bejagung, so zum Beispiel der Indri auf Madagaskar. In der chinesischen Kultur wurden die Duettgesänge der Gibbons mit der angeblichen Melancholie dieser Tiere in Verbindung gebracht, was sich in Gedichten und Gemälden niedergeschlagen hat.
Bekannt ist das buddhistische Symbol der drei Affen, die nichts sehen, nichts hören und nichts sagen.

### Primaten als Haustiere
Die ältesten Belege über Primaten als Haustiere stammen aus dem Alten Ägypten, wo Bilder zeigen, wie Paviane an der Leine geführt wurden und mit Kindern spielten. Aus dem alten China sind Gibbons als Haustiere bekannt. Über Jahrtausende hinweg wurden Primaten als Haustiere gehalten, auch heute ist dies noch mancherorts üblich. Gehalten werden vor allem Menschenaffen und kleinere Arten wie Totenkopfaffen – bekannt war der Schimpanse Michael Jacksons. Problematisch ist dabei, dass diese Tiere selten gezüchtet, sondern meistens als Jungtiere gefangen werden, was oft mit der Tötung der Mutter einhergeht. Unter dem Aspekt des Tierschutzes werden Primaten als Haustiere generell abgelehnt, da eine artgerechte Haltung kaum möglich ist und es auch zur Übertragung von Krankheiten – in beide Richtungen – kommen kann.

### Primaten als Nutztiere

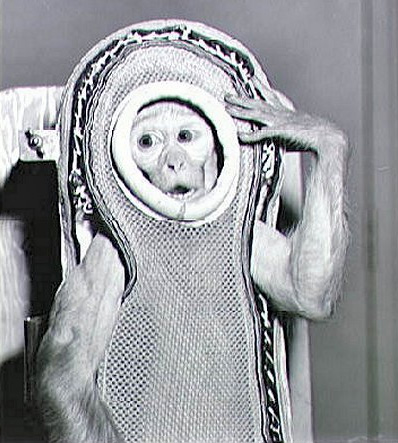
Der Rhesusaffe „Sam“ bei seinem Raumflug 1959

Unter den Primaten finden sich keine klassischen Nutztiere. Im Bereich der medizinischen Forschung und der Erprobung von Kosmetika werden Primaten vielfach für Tierversuche benutzt. Am bekanntesten ist wohl der Rhesusfaktor, der 1940 am Rhesusaffen entdeckt wurde. Früher hat die Suche nach Versuchstieren die Populationen zum Teil drastisch dezimiert; heute stammen die Tiere für diese Zwecke meist aus eigener Züchtung.
Ein weiteres Einsatzgebiet von Primaten war die Raumfahrt. Der erste war 1958 „Gordo“, ein Totenkopfaffe, der an Bord einer Redstone-Rakete ins All befördert wurde. Es folgten weitere Totenkopfaffen, Rhesusaffen und Schimpansen in den Raumfahrtprogrammen der USA, Frankreichs und der Sowjetunion.
In den USA gab es Projekte, bei denen Kapuzineraffen als Hilfen für körperlich behinderte Menschen ausgebildet wurden.

### Bedrohung
Das größte Artensterben in jüngerer Vergangenheit hat auf Madagaskar stattgefunden. Die Insel, die erst vor rund 1500 Jahren von Menschen besiedelt wurde, ist Heimat zahlreicher endemischer Tierarten, darunter fünf Primatenfamilien. Mindestens acht Gattungen und fünfzehn Arten sind seither dort ausgestorben, höchstwahrscheinlich aufgrund der Bejagung, möglicherweise gekoppelt mit klimatischen Veränderungen. Zu den dort ausgerotteten Primaten zählen vorrangig größere, bodenlebende Arten, darunter die Riesenlemuren Megaladapis und der gorillagroße Archaeoindris sowie die Palaeopropithecidae („Faultierlemuren“) und Archaeolemuridae („Pavianlemuren“).
Global betrachtet ist die Situation vieler Primatenarten besorgniserregend. Als vorrangig waldbewohnende Tiere sind sie den Gefahren, die mit den großflächigen Abholzungen der Wälder einhergehen, drastisch ausgeliefert. Die Verbreitungsgebiete vieler Arten machen nur mehr einen Bruchteil ihres historischen Vorkommens aus. Die Jagd tut ein Übriges: Gründe für die Bejagung sind unter anderem ihr Fleisch, das verzehrt wird, und ihr Fell. Hinzu kommt die Tatsache, dass sie Plantagen und Felder verwüsten, sowie die – weitgehend illegale – Suche nach Haustieren. Dabei werden meist die Mütter erlegt, um halbwüchsige Tiere einfangen zu können. Obwohl die International Union for Conservation of Nature keine Primatenart als in den letzten 200 Jahren ausgestorben listet, gilt eine Reihe als stark gefährdet. Zu den bedrohtesten Primaten zählen beispielsweise die Spinnenaffen und die Löwenäffchen Südamerikas, der auf Java endemische Silbergibbon, mehrere Stumpfnasenarten und der Sumatra-Orang-Utan.
Einer im Juni 2019 veröffentlichten Untersuchung zufolge geht der Bestand von 75 % der Primaten-Arten zurück und 60 % sind vom Aussterben bedroht. Zu den Hauptgründen gehört die zunehmende Entwaldung. Zwischen 2001 und 2015 wurde 47 % der Waldfläche in Südostasien abgeholzt, in Süd- und Mittelamerika und in Südasien liegt dieser Wert bei 26 % und in Afrika verschwand 7 % der Waldfläche.
Durch den vom Menschen verursachten Klimawandel bedingte Änderungen des Ausmaßes und der Intensität von Extremwetterereignissen – darunter Wirbelstürme und Dürren – wirken sich negativ auf die weltweite Primatenpopulation aus. So zeigt eine Untersuchung aus dem Jahr 2019, dass 16 % der Primaten-Taxa für Wirbelstürme anfällig sind (insbesondere in Madagaskar) und 22 % für Dürren (vor allem auf der malaysischen Halbinsel, in Nordborneo, auf Sumatra und in den tropischen Feuchtwäldern Westafrikas).
Zurzeit (2024) gelten laut IUCN nur 2 Arten der Primaten als in der Neuzeit ausgestorben, der Jamaika-Affe (Xenothrix mcgregori) und Palaeopropithecus ingens von Madagaskar, 88 Arten als Critically Endangered (vom Aussterben bedroht), 145 Arten als Endangered (stark gefährdet), 116  Arten als Vulnerable (gefährdet). Für 14 Arten sind zu wenige Daten vorhanden, weshalb sie als Data Deficient (ungenügende Datengrundlage) klassifiziert werden.